# 蘇水峡橋
蘇水峡橋（そすいきょうばし）は、岐阜県加茂郡八百津町の木曽川に架かる岐阜県道358号井尻八百津線の橋梁である。

## 概要
丸山ダム建設工事線として敷設された鉄道線である丸山水力発電所工事用専用鉄道（丸山水力専用鉄道）の木曽川橋梁を、廃線後に一般道用に改修・転用した橋である。
- 完成 ：1953年（昭和28年）（鉄道橋梁として）
- 供用 ：1954年（昭和29年）（道路橋に転用）
- 延長： 95.2 m
- 幅員： 4.5 m
- 橋の構造：上路式ランガー橋
- 区間： 岐阜県加茂郡八百津町錦織 - 岐阜県加茂郡八百津町八百津

## 丸山水力専用鉄道
蘇水峡橋の前身は、丸山水力専用鉄道の木曽川橋梁である。丸山水力専用鉄道は、戦前、東美鉄道（後の名鉄八百津線）八百津駅から丸山ダム建設地へ、建設資材を運搬するための専用鉄道であった。1943年（昭和18年）に日本発送電が着工したが、太平洋戦争の戦況悪化で中断、1951年（昭和26年）に関西電力が工事を引き継ぎ、1953年（昭和28年）に完成した。
丸山ダム建設用資材は国鉄太多線広見駅（現・可児駅）から名古屋鉄道広見線・八百津線を経由し、丸山水力専用鉄道にて運搬された。
1954年（昭和29年）、丸山ダム完成と同時に丸山水力専用鉄道は廃止されたが、木曽川橋梁は道路橋に改良されて蘇水峡橋となった。